# Anvar Rajabov
Anvar Rajabov (tiếng Uzbek: Анвар Ражабов), sinh ngày 23 tháng 1 năm 1988, là một tiền đạo bóng đá người Uzbekistan. Hiện tại anh thi đấu cho Navbahor Namangan ở Giải bóng đá vô địch quốc gia Uzbekistan.

## Sự nghiệp
Năm 2006-2007 anh thi đấu cho Bukhoro. Sau đó anh gia nhập Bunyodkor. Rajabov thi đấu cho Bunyodkor ở vòng bảng Giải vô địch bóng đá các câu lạc bộ châu Á 2008.

## Quốc tế
Anh ra mắt chính thức cho đội tuyển quốc gia ngày 1 tháng 6 năm 2011 trong trận giao hữu trước Ukraina. Anh cũng từng thi đấu cho U-20 Uzbekistan năm 2009.

## Danh hiệu

### Câu lạc bộ
Bunyodkor
- Giải bóng đá vô địch quốc gia Uzbekistan (4): 2008, 2009, 2010, 2011
- Cúp bóng đá Uzbekistan (2): 2008, 2010
- Bán kết Giải vô địch bóng đá các câu lạc bộ châu Á (1): 2008